# Colargo
Colargo (in greco antico: Χολαργός?, Cholargós) era un demo dell'Attica collocato a ovest o nord-ovest di Atene, probabilmente vicino alle moderne Chaidari o Kato Liosia.

## Descrizione
Il fatto che Colargo appartenesse alla trittia dell'asty, quella cittadina, nonostante la sua posizione lontana dalla città, può suggerire che il demo fosse piuttosto importante e fosse più urbanizzato di altri.
Colargo fu uno dei pochi demi ad avere le proprie Tesmoforie: è stata trovata un'iscrizione contenente le indicazioni per le archousai, le donne che assistevano la sacerdotessa e le fornivano grano, olio, vino e denaro. Sempre dalla stessa iscrizione si evince che la sacerdotessa veniva pagata per i suoi servizi quattro dracme.
Il demo inoltre aveva un Pitione e un santuario circolare intitolato a Eracle.